# Iluminación controlada por piloto
La iluminación controlada por el piloto (PCL), también conocida como radiocontrol de iluminación de aeródromo (ARCAL) o iluminación activada por el piloto (PAL), es un sistema que permite a los pilotos de aeronaves controlar la iluminación de las luces de aproximación en un aeropuerto o aeródromo, al borde de la pista, luces y calles de rodaje vía radio.

## Cómo se Usa
En algunos aeródromos, la baliza del aeropuerto o aeródromo también puede estar controlada por ARCAL. El ARCAL es más común en aeropuertos sin torres o aeródromos poco utilizados donde no es económico iluminar las pistas toda la noche ni proporcionar personal para encender y apagar las luces de la pista. Permite a los pilotos controlar la iluminación solo cuando sea necesario, ahorrando electricidad y reduciendo la contaminación lumínica.
La frecuencia ARCAL para la mayoría de los aeródromos suele ser la misma que la frecuencia UNICOM/CTAF , aunque en algunos casos raros, se puede designar una segunda frecuencia ARCAL para controlar la iluminación de una segunda pista por separado. Un ejemplo de esto último es la pista 18/36 del aeropuerto de Sydney, Nueva Escocia. Para activar las luces, el piloto hace clic en el interruptor de transmisión de radio en la frecuencia ARCAL una cierta cantidad de veces dentro de un número específico de segundos. Hay dos tipos de sistemas ARCAL: tipo J y tipo K.
Los sistemas tipo J se activan pulsando el micrófono cinco veces en cinco segundos, mientras que el tipo K se activa inicialmente haciendo clic siete veces en cinco segundos. Una vez activado, la intensidad de los sistemas tipo K se puede cambiar a niveles de intensidad baja, media o alta pulsando el micrófono tres, cinco o siete veces en cinco segundos, respectivamente. Si las luces de identificación de pista también están controladas por ARCAL tipo K, se podrán apagar pulsando tres veces el micrófono.
Cuando se activa cualquiera de los tipos de sistema, comienza una cuenta regresiva de 15 minutos, después de la cual las luces se apagan. Mientras las luces están encendidas, cada vez que se emite un comando de iluminación, ya sea que cambie la intensidad de la iluminación o no, la cuenta regresiva de quince minutos se reinicia. En algunos aeródromos, las luces pueden parpadear una vez para advertir a los pilotos que están a punto de apagarse, antes de apagarse dos minutos después.
Cuando se utiliza ARCAL, se recomienda encarecidamente que las aeronaves en aproximación final al aeródromo emitan un nuevo comando de iluminación, incluso si las luces ya están encendidas, especialmente si las luces fueron activadas por otra aeronave. Esto es para que la iluminación no se apague en un momento crítico, como al cruzar el umbral de la pista. Cuando está en funcionamiento, el receptor espera una interrupción del silenciador en la frecuencia VHF sintonizada y comienza a contar "clics" en un período de cinco segundos para determinar la intención del piloto. La salida comandada por el piloto es retenida por el controlador durante un intervalo de tiempo predeterminado (según la Administración Federal de Aviación es estándar de 15 minutos) que generalmente es ajustable. El período de conteo de clics de cinco segundos comienza al recibir la primera pausa del silenciador y la secuencia de control responderá a los conteos de clics de tres, cinco, siete y detenerse. Por ejemplo, "si pulsa el botón del micrófono rápidamente 15 veces en cinco segundos, se ordenará "tres, cinco, siete". De manera similar, hacer clic lentamente siete veces puede hacer que expire el período de tiempo de cinco segundos antes de llegar al séptimo clic de entrada".
En los Estados Unidos, la iluminación controlada por piloto se rige por la Regla 87.187 y de la Comisión Federal de Comunicaciones . Esta sección también enumera las frecuencias de radio que pueden controlar las luces de pista mediante iluminación controlada por el piloto.